# Октябрьский (Ейский район)
Октя́брьский — посёлок в Ейском районе Краснодарского края.
Административный центр Ейского сельского поселения.

## География
Расположен в 22 километрах к югу от города Ейска.
Через посёлок проходит автомобильная дорога «Ейск—Ясенская».

### Улицы
ул. Молодёжная
ул. Солнечная
ул. Гагарина
ул. Макаренко
ул. Мира
ул. Первомайская
ул. Спортивная
ул. Краснодарская
ул. Полевая
ул. Парковая
ул. Советская
пер. Октябрьский
пер. Краснодарский
1-й пер. Мира
2-й пер. Мира
3-й пер. Мира
ул. Кооперативная,1-й пер. Макаренко,2-й пер. Макаренко, ул. Тимерязева, ул. Новая

## Население
| 2002 | 2010  |
| ---- | ----- |
| 2520 | ↗2660 |

## Социальная сфера
Имеется собственный стадион. На территории аэродрома находится авиационный спортивный клуб (АСК «Крылатая гвардия»), который даёт возможность всем желающим совершить прыжки с парашютом.

## Архитектура и достопримечательности

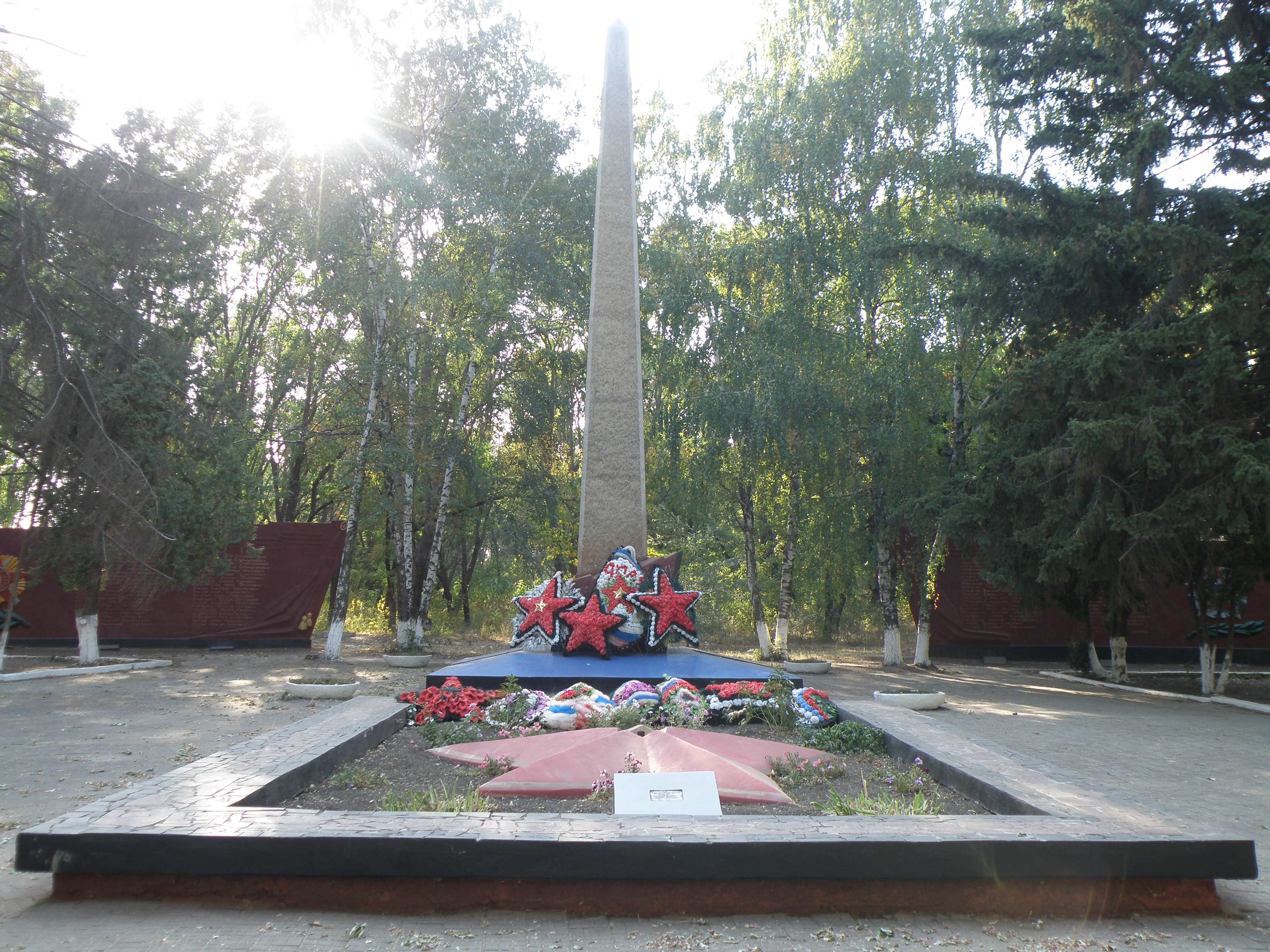
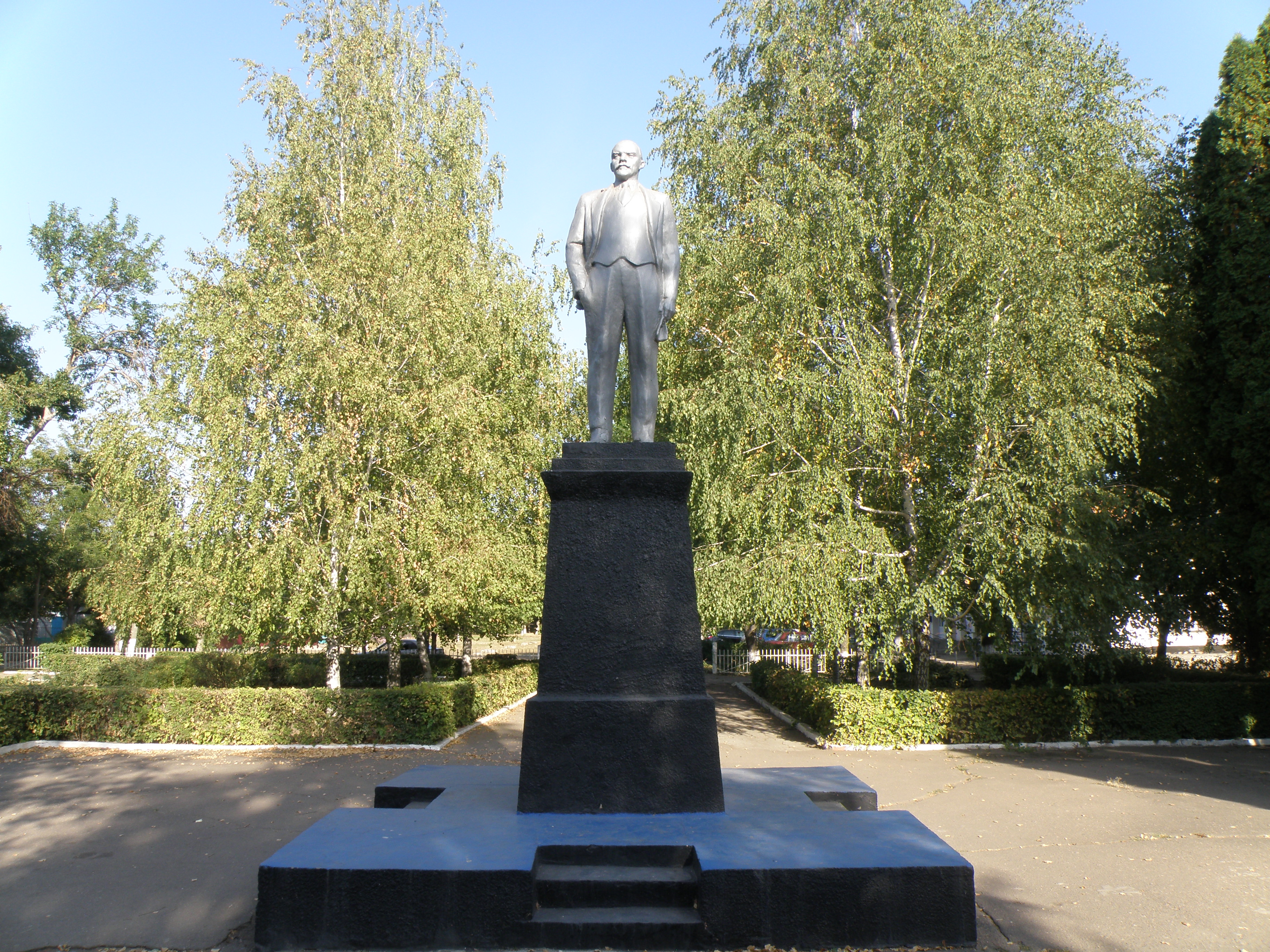